# Simònides de Carist
Simònides de Carist (grec antic: Σιμωνίδης, llatí: Simonides) fou un poeta èpic grec nadiu de Carist, a l'illa d'Eubea. Només és conegut per la referència que en dona la Suïda.